# Rocade de Cayenne
La Rocades de Cayenne est  une voie rapide qui contournent le sud du  centre-ville de Cayenne en Guyane.

## Échangeurs
- Début de la rocade de Cayenne

- Échangeur entre RN 1 et RN 2 et centre commercial
- Giratoire: Centre commercial de Matoury

- Zone industrielle de Collery
- Giratoire: Cayenne sud

- Giratoire: Cayenne nord

- Fin de la rocade de Cayenne